# San Francisco de Asís (1767)
Pour les articles homonymes, voir San Francisco de Asis.
Le San Francisco de Asís, parfois nommé simplement Asís, est un vaisseau de 74 canons en service dans la marine espagnole à la fin du XVIIIe siècle et au début du XIXe siècle. Lancé en 1767, il combat à la bataille de Trafalgar après laquelle il s'échoue. 

## Conception et construction
Construit d'après les plans de l'architecte naval français Jean-François Gautier, le San Francisco de Asís est lancé à Guarnizo en 1767. Long de 54,5 m et large de 14,19 m son tirant d'eau est de 6,95 m.
Le vaisseau est rangé dans la catégorie des vaisseaux de 74 canons, dont l'armement est réparti sur deux ponts. Pour la bataille de Trafalgar, le San Francisco de Asís est armé par 28 canons de 24 livres, 30 canons de 18 livres et 8 canons de 8 livres, auxquels s'ajoutent 10 obusiers de 30 et 6 obusiers de 24.

## Service actif

### Guerre d'indépendance américaine
En 1779, le San Francisco de Asís participe à l'expédition manquée dans la Manche au sein de la flotte franco-espagnole commandée par l'amiral d'Orvilliers.

### Guerres de la Révolution française
En 1793, le navire participe aux opérations de la flotte espagnole de l'amiral de Borja (es) contre les îles de Sant'Antioco et San Pietro.
Le 25 juillet 1797, le San Francisco de Asís est contraint par une tempête à quitter son mouillage au large de Cadix. Il est ensuite attaqué par un escadron de trois frégates britanniques commandé par George Stewart. Le vaisseau espagnol se défend vigoureusement et contraint ses adversaires à battre en retraite. Son capitaine, Alonso de Torres y Guerra, est fait chevalier dans l'ordre d'Alcántara à la suite de ce succès.
Après la bataille du cap Saint-Vincent, le San Francisco de Asís participe au sauvetage de l'immense Santa Ana.

### Campagne de Trafalgar
Le San Francisco de Asís rejoint l'armée combinée lors de son passage au Ferrol et va avec elle s'enfermer dans Cadix. Pour cette campagne, le vaisseau compte 684 hommes d'équipage et seulement 18 officiers. Il est commandé par le capitaine de vaisseau Luis Antonio Flores.
Assigné à la troisième escadre de la flotte combinée il se retrouve à l'avant-garde après le demi-tour allié. Au début de la bataille, il se trouve entre le Mont-Blanc, dont il est le matelot d'arrière, et le Héros ; le Rayo se trouve en deuxième ligne, à peu près à son niveau. La colonne de Nelson coupe la ligne de bataille franco-espagnole en arrière du San Francisco de Asís, Villeneuve ordonne alors au vaisseaux de l'avant-garde de virer pour se porter au combat. Le vaisseau effectue un virement lof pour lof puis s'éloigne vent arrière. À la fin de la journée, il rallie le Príncipe de Asturias et rentre à Cadix.

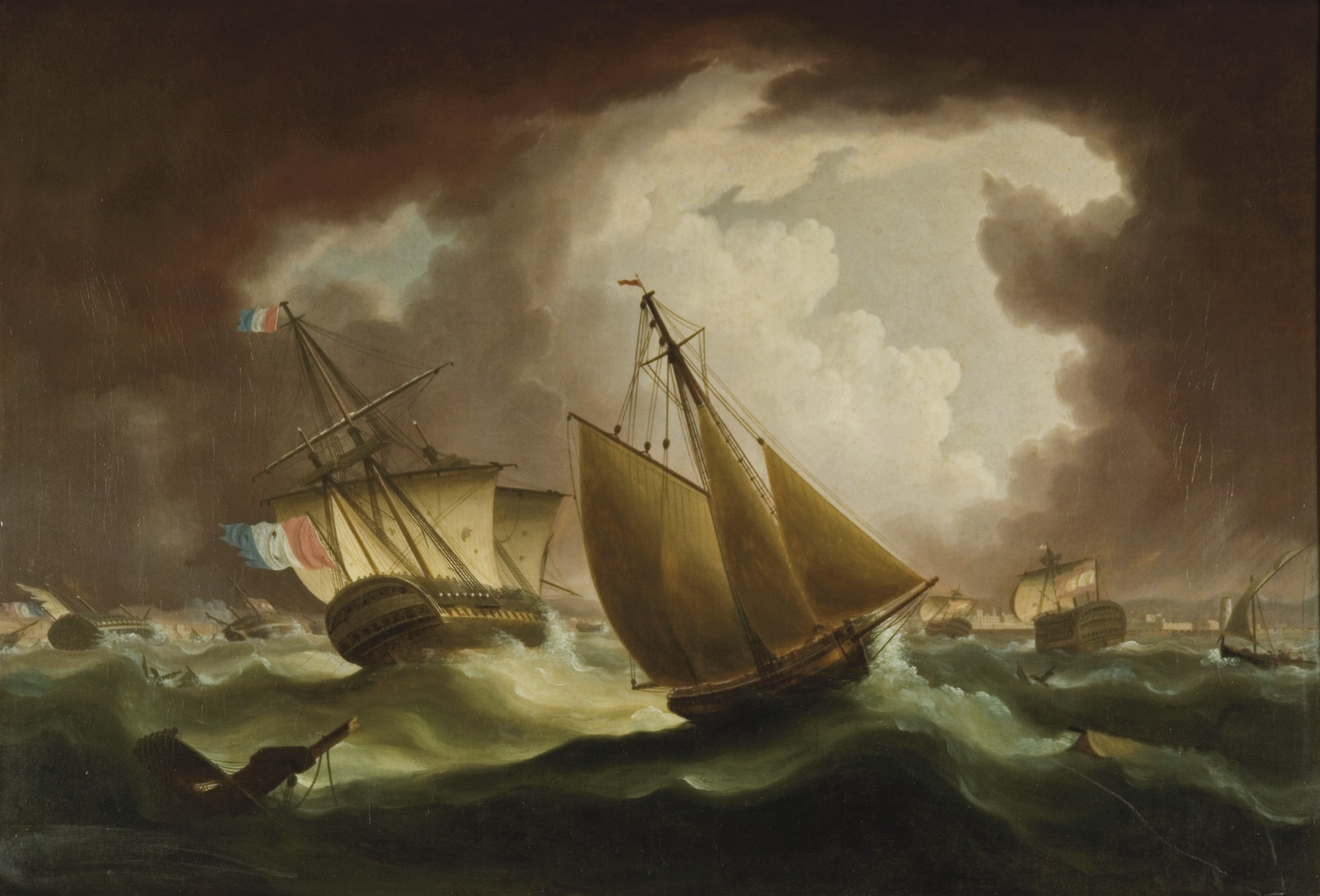
Retour des rescapés de la bataille de Trafalgar à Cadix.

Comptant seulement 5 tués et 12 blessés sur les 684 hommes de l'équipage et peu endommagé, le San Francisco de Asís fait partie des vaisseaux qui contre-attaquent le 23 octobre derrière le Pluton du capitaine de vaisseau Cosmao. La Santa Ana et le Neptuno sont repris, mais les conditions météorologiques empirent et le Rayo et le San Francisco de Asís sont jetés à la côte.